# 拉塞尔陨击坑
拉塞尔陨击坑（Lassell）是火星科普剌塔斯区的一座撞击坑，其中心坐标位于南纬20.9度、东经62.5度处，直径92公里，该特征取名自英国天文学家威廉·拉塞尔（1799年－1880年），1973年被国际天文联合会行星系统命名工作组批准接受。

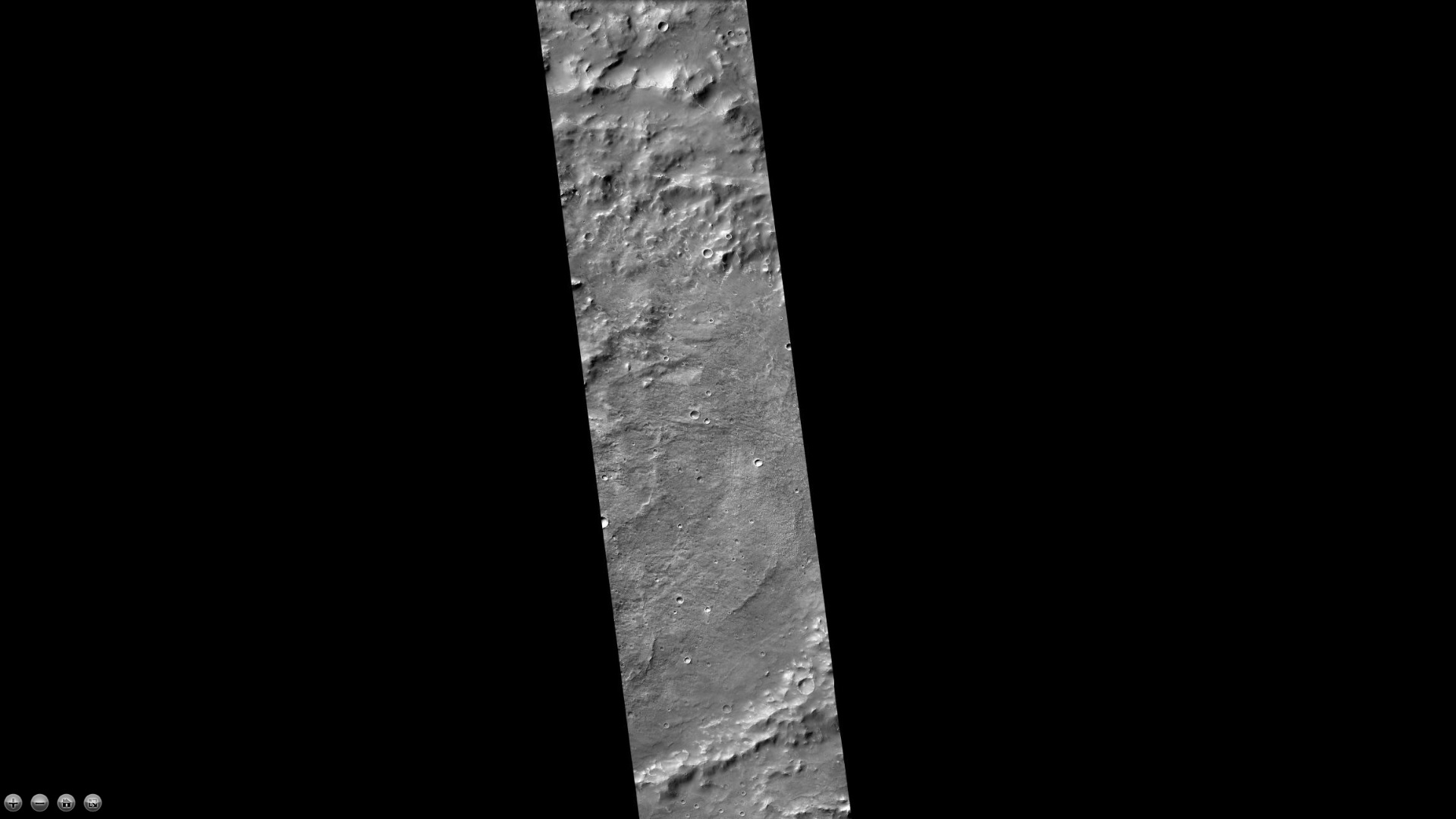
火星勘测轨道飞行器背景相机拍摄的拉塞尔陨击坑。
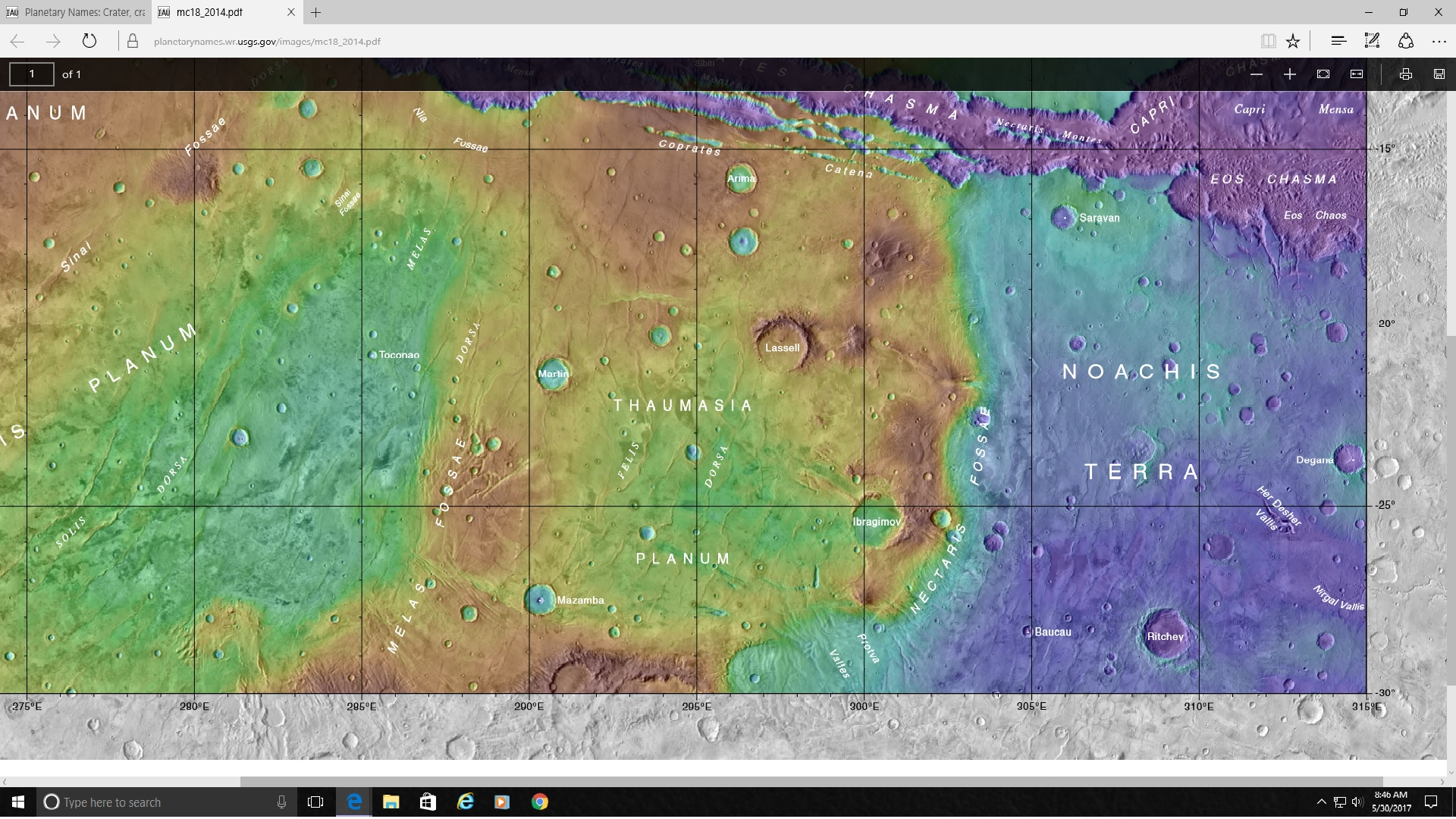
显示拉塞尔陨击坑及其他特征相对位置的陶玛西亚高原地图。

## 另请查看
- 火星撞击坑